# Catalonia Fútbol Club
El Catalonia Fútbol Club fue un equipo de fútbol de Caracas, que participó en la Primera División de Venezuela.

## Historia
El equipo fue fundado por Catalanes autonomistas en 1945.
El Catalonia jugó en torneos amateur en los años siguientes, logrando algunos triunfos (como con la selección de Lara en la inauguración del estadio de Barquisimeto en 1948, con victoria 2:0).
En 1957 inmigrantes de diversas naciones europeas (principalmente de España, Portugal e Italia) participaron en la creación del primer torneo "profesional" de fútbol venezolano con seis equipos: UniversidadFC, LaSalleFC, Banco Obrero, Deportivo Español (Venezuela), "Catalonia" y DeportivoVasco.
En este primer Campeonato profesional de 1957 el Catalonia FC llegó quinto. El año siguiente no renovó su inscripción, desapareciendo principalmente por causas económicas.